# Krobia
Krobia là một thị trấn thuộc huyện Gostyński, tỉnh Wielkopolskie ở trung-tây Ba Lan. Thị trấn có diện tích 7 km². Đến ngày 1 tháng 1 năm 2011, dân số của thị trấn là 4089 người và mật độ 580 người/km².